# Гусев, Александр Викторович
Александр Викторович Гусев (род. 27 июля 1963, Озёрское, Калужская область) — российский государственный и политический деятель. Губернатор Воронежской области с 15 сентября 2018 (врио 25 декабря 2017 — 15 сентября 2018). Глава городского округа город Воронеж (2013—2017). Генеральный директор «Воронежсинтезкаучука» (2007—2009).
За поддержку вторжения России на Украину и осуществление депортации украинских детей находится под санкциями стран Евросоюза, США, Великобритании и ряда других государств

## Биография
Родился 27 июля 1963 года в деревне Озёрское Калужской области, в семье медсестры Веры Филипповны Гусевой, отец умер, когда Гусеву было всего полтора года.
В 1985 году окончил Ярославский политехнический институт по специальности «Химическая технология синтетического каучука».
В период с августа 1985 года по ноябрь 1992 года работал на заводе «Воронежсинтезкаучук» мастером смены цеха, начальником смены цеха, старшим инженером-технологом цеха, инженером-технологом, заместителем начальника цеха. С 1995 года по 2007 год — начальник производства, технический директор, первый заместитель генерального директора «Воронежсинтезкаучука», с 2007 года по март 2009 года — генеральный директор предприятия.
В 2004 получил степень MBA в Академии народного хозяйства при Правительстве РФ.
В течение работы на химическом производстве стал соавтором 35 изобретений по специальности, в том числе связанных с технологиями устранения кислых выбросов резиновых производств, получения термоэластопластов для дорожных покрытий и ряда других. В 2005 году защитил диссертацию «Синтез карбоксилатов неодима и полибутадиена с высоким содержанием 1,4-цис звеньев в их присутствии» на соискание учёной степени кандидата химических наук.
С апреля 2009 года по сентябрь 2013 года замещал государственные должности Воронежской области: заместителя председателя правительства Воронежской области — руководителя департамента промышленности, транспорта и связи Воронежской области; заместителя председателя правительства Воронежской области — руководителя департамента промышленности, транспорта, связи и инноваций; заместителя губернатора Воронежской области — первого заместителя председателя правительства Воронежской области.
8 сентября 2013 года избран главой городского округа город Воронеж, 13 сентября 2013 года — вступил в должность.

## Губернатор Воронежской области
25 декабря 2017 года назначен временно исполняющим обязанности губернатора Воронежской области.
9 сентября 2018 года избран губернатором Воронежской области. Вскоре после избрания оказался в центре кадрового скандала, получившего широкое освещение: 15 сентября 2018 года уволил своего заместителя, выплатил ему «золотой парашют» в 23 оклада и предоставил бессрочную доплату в 75 % от заработной платы к пенсии, а через 2 дня снова принял его на работу.
В 2019 году по результатам оценки деятельности глав субъектов Российской Федерации, проведенной Центром информационных коммуникаций «Рейтинг», Александр Гусев занял 14 место.
С 12 октября 2020 года является руководителем подгруппы «Региональная промышленная политика» Рабочей группы Государственного совета Российской Федерации по направлению «Промышленность».

## Награды и премии
- Премия Правительства Российской Федерации в области науки и техники (2002)[11]
- Медаль МЧС России «Участник ликвидации пожаров 2010 года» (2010)
- Благодарность Президента Российской Федерации (2011)
- Благодарность губернатора Воронежской области (2011)
- Нагрудный знак Министерства промышленности и торговли Российской Федерации «Медаль имени конструктора стрелкового оружия М. Т. Калашникова» (2013)
- Медаль ордена «За заслуги перед Отечеством» II степени (2013)
- Знак отличия «За заслуги перед Воронежской областью» (2013)
- Почетный знак правительства Воронежской области «Благодарность от земли Воронежской» (2014)
- Юбилейная медаль Русской Православной Церкви «В память 1000-летия представления равноапостольного великого князя Владимира» (2015)
- Почётная грамота правительства Воронежской области (2017)
- Медаль Министерства обороны Российской Федерации «100 лет Военно-воздушной академии имени профессора Н. Е. Жуковского и Ю. А. Гагарина» (2020)
- Медаль Министерства обороны Российской Федерации «За вклад в укрепление обороны Российской Федерации» (2020)
- Почётный кубок Министерства обороны Российской Федерации[12]
- Орден «Авиценна» за «многолетний вклад в развитие здравоохранения и медицинских наук в Воронежской области»[13]
- Орден Дружбы (2022)[14].

## Семья
Жена — Валентина Александровна Гусева, дочь — Екатерина, выпускница ВГУ.

## Санкции
С июля 2022 года за поддержку войны России против Украины под санкциями Великобритании. 
15 декабря 2022 года, внесён в санкционный список США за «призыв граждан на войну в ответ на недавний российский приказ о мобилизации». 
19 августа 2022 года Гусев внесён в санкционный список Канады «близких соратников режима, которые являются соучастниками агрессии российского режима против Украины».
19 октября 2022 года Гусев внесён в санкционный список Украины как «глава государственного органа, осуществлявший поддержку/поощрение/публичное одобрение политики РФ, направленной на проведение военных действий и геноцид гражданского населения в Украине»
23 июня 2023 года Гусев включён в санкционный список всех стран Евросоюза за действия которые подрывают или угрожают территориальной целостности, суверенитету и независимости Украины, в частности за осуществление депортации украинских детей:

Александр Гусев является губернатором Воронежской области. В этой должности он отвечает за незаконную депортацию украинских детей в Воронежскую область и их последующее незаконное усыновление российскими семьями. Его действия нарушают права украинских детей, закон и административный регламент Украины.— «Официальный журнал Европейского союза», Брюссель, 23 июня 2023 года
По аналогичным основаниям находится под санкциями Австралии и Новой Зеландии. Ранее Гусев был внесён ФБК в список коррупционеров и разжигателей войны, с предложением введения против него международных санкций.